# Paszkwil

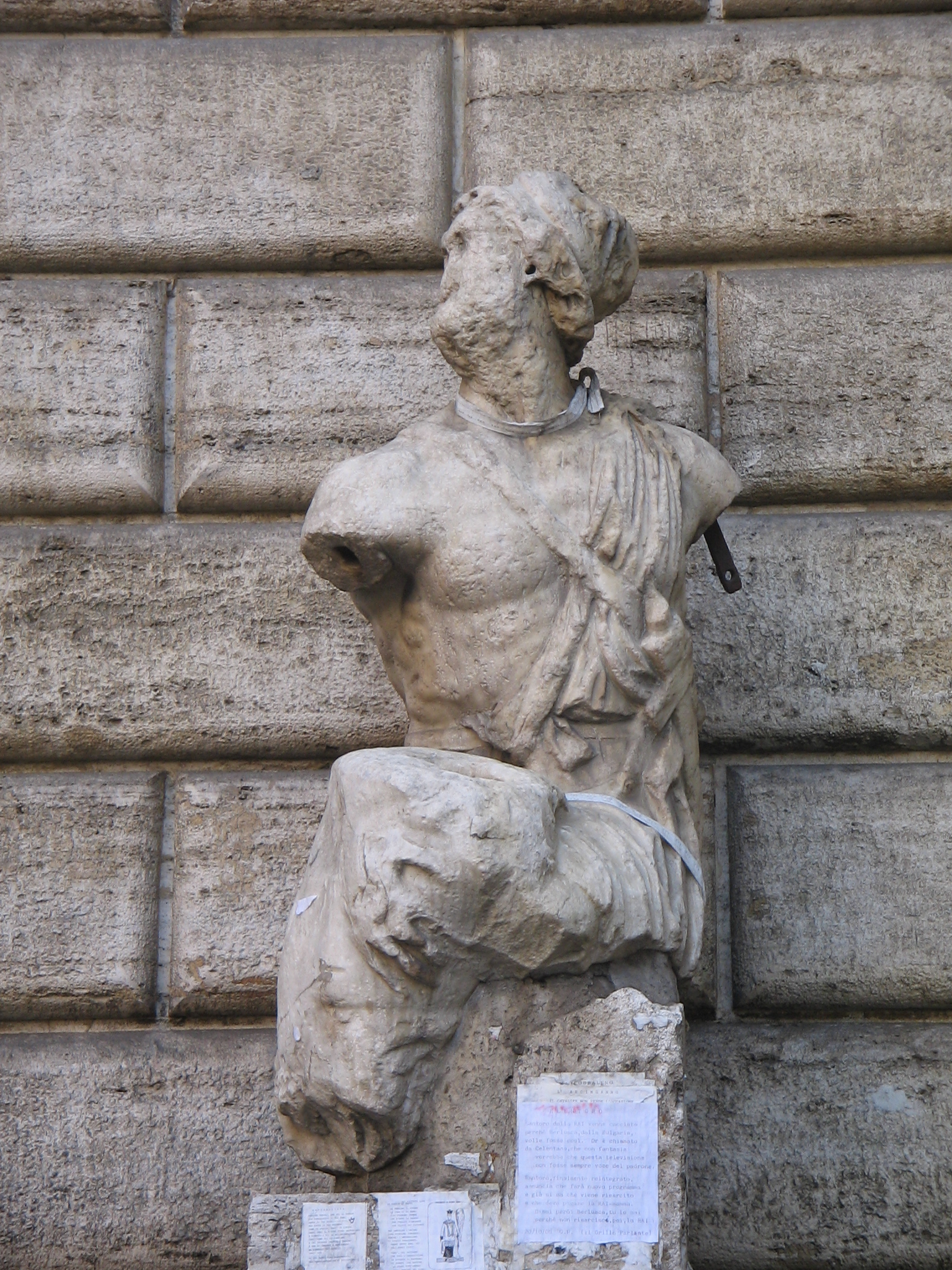
Rzymska starożytna rzeźba Pasquino, od nazwy której pochodzi słowo „paszkwil”

Paszkwil (wł. pasquillo) – utwór literacki, często anonimowy, skierowany przeciw konkretnej osobie, ośmieszający ją w sposób oszczerczy i obelżywy.
Nazwa pochodzi z początków XVI w., od znajdującej się na rzymskim placu Piazza di Pasquino (w pobliżu Piazza Navona) rzeźby, zwanej „Pasquino”, którą wykorzystywano jako tablicę do przytwierdzania złośliwych satyr. Włoskie „pasquillo” przekształciło się wraz z rozpowszechnianiem się pojęcia w łacińskie „pasquillus”, a spolszczone do „paskwiliusz” pojawiło się w piśmiennictwie w połowie XVI w., w gorącym okresie sporów o małżeństwo Zygmunta Augusta z Barbarą Radziwiłłówną.
We Włoszech gatunek został upowszechniony przez Pietro Aretino, który stworzył w Wenecji całą szkołę paszkwilistów. W Polsce rozpowszechnił się jako oręż walki politycznej w okresie Sejmu Czteroletniego.
Wywodzi się z rzymskich epigramatów o treści satyrycznej, ale pojęcie objęło zasięgiem różnorodne formy literackie. Przeciwstawia się go satyrze, krytyce ogólnej z zacięciem dydaktycznym, jako atak personalny, mający na celu ośmieszenie.
Paszkwil jest określeniem pejoratywnym. Pozytywniej odbierany jest pokrewny znaczeniowo, pochodzący z angielskiego wyraz pamflet, częściej używany w odniesieniu do mieszczącej się w granicach dobrego smaku, zaczepnej publicystyki.

## Literatura
- K. Chłędowski, Paszkwil polski, „Przewodnik Naukowy i Literacki” (Lwów) 1879.
- H. Markiewicz, Paszkwil i pamflet, [w:] Nowe przekroje i zbliżenia. Warszawa 1974.